# تشليتشة
تشليتشة (بالفارسية: چلیچه) هي مدينة تقع في قسم ميزدج سفلي الريفي في إيران. يقدر عدد سكانها بـ 4,656 نسمة .